# Xylotini
Tribu
Synonymes
- Xylotina

Les Xylotini sont une tribu de diptères de la famille des Syrphidae et de la sous-famille des Eristalinae.
Elle a été initialement décrite en 1922 par Shannon (d) comme la sous-famille des Xylotinae.
Biolib considère le taxon sous le nom de Xylotina, comme une sous-tribu des Milesiini.

## Liste des genres
Selon BioLib (27 juin 2025) :
- Brachypalpoides Hippa, 1978
- Brachypalpus Macquart, 1834
- Chalcosyrphus Curran, 1925
- Hadromyia Williston, 1882
- Macrometopia Philippi, 1865
- Pocota Lepeletier & Serville, 1828
- Pseudopocota Mutin & Barkalov, 1995
- Sterphus Philippi, 1865
- Xylota Meigen, 1822